# 健康学園
健康学園（けんこうがくえん）とは、肥満や気管支喘息、偏食、病弱などの健康上の障害のある児童に、集団生活ときちんとした健康管理と教育によって健康改善の機会を提供しようとする試み、もしくはそのための全寮制の教育施設のこと。

## 概要
東京都では各特別区が独自に、区内の小学生を対象として風光に恵まれる伊豆半島や房総半島などで支援学級を運営しており、概ね一年間親元を離れて生活した後に元の学校へ復帰する。教職員は東京都の小学校教員が人事異動で派遣される所属校の病弱特別支援学級である。
教育内容は設置区の通常小学校と同じだが、健康に関わる内容や自立活動が授業に加わる。設置区が採択した教科書、副読本で少人数授業が行われる。卒業後は設置区の区立中学校へ進学するが、国立・私立中学校の進学実績もある。
地方自治体の財政難と対象になる児童数の減少で廃止が増えており、評論家の斎藤貴男は東京都豊島区立竹岡健康学園の卒業生で、著作『機会不平等』（文春文庫）では健康学園の廃止問題について触れている。

## 現存する健康学園
括弧内は所属校を表す。
- 中央区立宇佐美学園（中央区立城東小学校）-静岡県伊東市

所属校の「病弱特別支援学級」であり、園長は所属校の校長が兼務する。

## 同様の趣旨で設置されている区立病弱特別支援学校
- 大田区立館山さざなみ学校（千葉県館山市）
- 板橋区立天津わかしお学校（千葉県鴨川市）
- 葛飾区立保田しおさい学校（千葉県安房郡鋸南町）

1つの「学校」として独立しており、校長も配置されている。

## 閉園した健康学園
括弧内は所属校を表す。
- 千代田区立鎌倉臨海学園（千代田区立番町小学校）
- 港区立伊豆健康学園（港区立芝浦小学校）
- 新宿区立箱根岡田高原学園（新宿区立津久戸小学校）
- 文京区立岩井学園（文京区立窪町小学校）
- 台東区立岩井学園（台東区立黒門小学校）
- 台東区立保田学園 （台東区立小島小学校）
- 墨田区立健康学園（墨田区立中和小学校）
- 江東区立新舞子健康学園（江東区立元加賀小学校）
- 目黒区立興津健康学園（目黒区立不動小学校）
- 大田区立宇佐美養護学園（不明）
- 大田区立岩井養護学園（大田区立池上第二小学校）
- 世田谷区立三浦健康学園（世田谷区立玉川小学校）
- 渋谷区立富山健康学園（渋谷区立常盤松小学校）
- 中野区立館山健康学園（中野区立桃丘小学校）
- 杉並区立南伊豆健康学園（杉並区立西田小学校）
- 豊島区立竹岡健康学園（豊島区立仰高小学校）
- 北区立鎌倉学園（北区立赤羽小学校）
- 荒川区立湊健康学園（荒川区立第二日暮里小学校）
- 板橋区立大磯学園（板橋区立常盤台小学校）
- 練馬区立下田学園（練馬区立早宮小学校）
- 足立区立上総湊健康学園（足立区立千寿小学校）